# Antilleptostylus guilartensis
Antilleptostylus guilartensis är en skalbaggsart som beskrevs av Marc Micheli 2004. Antilleptostylus guilartensis ingår i släktet Antilleptostylus och familjen långhorningar. Inga underarter finns listade i Catalogue of Life.